# Bezirk Mezolombardo
Der Bezirk Mezolombardo war ein Politischer Bezirk in der Gefürsteten Grafschaft Tirol. Der Bezirk umfasste Gebiete nördlich von Trient. Sitz der Bezirkshauptmannschaft war die Stadt Mezolombardo. Das Gebiet wurde nach dem Ersten Weltkrieg Italien zugeschlagen.

## Geschichte
Die modernen, politischen Bezirke der Habsburgermonarchie wurden 1868 im Zuge der Trennung der politischen von der judikativen Verwaltung geschaffen.
Der Bezirk Mezolombardo gehörte zunächst zum Bezirk Trient, der 1868 aus den sieben Gerichtsbezirken Trient (Trento), Cembra, Civezzano, Lavis, Mezolombardo, Pergine und Vezzano gebildet wurde.
Der Gerichtsbezirk Mezolombardo wurde per 1. August 1906 vom Bezirk Trient abgespalten und zu einem eigenständigen Bezirk, dem Bezirk Mezolombardo, erhoben.
Der Bezirk Mezolombardo umfasste 1910 eine Fläche von 267,59 km² und beherbergte eine Bevölkerung von 21.593 Personen, davon hatten 301 Deutsch, 20.849 Italienisch oder Ladinisch und 443 eine andere Sprache als Umgangssprache angegeben oder waren Staatsfremde. Der Bezirk bestand 1910 aus einem Gerichtsbezirk mit 29 Gemeinden.
Durch die Grenzbestimmungen des am 10. September 1919 abgeschlossenen Vertrages von Saint-Germain wurde der Bezirk Trient zur Gänze Italien zugeschlagen.

## Gemeinden
Der Bezirk umfasste Ende Oktober 1916 die 29 Gemeinden Andalo, Campodenno, Cavedago, Dardine, Denno, Dercolo, Fai, Grumo, Lover, Masi di Vigo, Mezocorona (Kronmetz), Mezolombardo (Wälschmetz), Mollaro, Molveno, Nave San Rocco, Priò, Quetta, Roveré della Luna (Aichholz), Segno, Spormaggiore, Sporminore, Termon, Torra, Toss, Vervò, Vigo d’Anaunia, Vion und Zambana.